# Rejectaria magas
Rejectaria magas là một loài bướm đêm trong họ Noctuidae.